# Быстрый (Чукотский автономный округ)
Бы́стрый — бывший посёлок городского типа в Чаунском районе Чукотского автономного округа России.

## Географическое положение
Расположен вблизи реки Ичувеем в отрогах Шелагского хребта.
С районным центром связан круглогодичной грунтовой автодорогой, расстояние до города окружного значения — 540 км.

## История
Посёлок основан для отработки близлежащего золотоносного россыпного месторождения.
Официально ликвидирован в 1998 году.
Улицы посёлка: 1-й (микрорайон); Горная, Дорожная, Комсомольская, Нанаваамская, Советская, Строительная, Циолковского, Шахтерская, Школьная.

## Население
| 2002 | 2010 | 2015 |
| ---- | ---- | ---- |
| 0    | →0   | →0   |

## Топографические карты
- Лист карты R-59,60 Певек.  Масштаб: 1 : 1 000 000. Издание 1986 г.